# Stovky bobrů
Stovky bobrů (v originále Hundreds of Beavers) je americká groteska a komedie z roku 2022, kterou režíroval Mike Cheslik. Scénář k filmu napsal Cheslik a Ryland Brickson Cole Tews. Tews ve filmu zároveň hraje hlavní roli, výrobce applejacku, který se v kruté zimě střetává s bobry, aby získal ruku dcery obchodníka s kožešinami.
Film Stovky bobrů měl premiéru na festivalu Fantastic Fest dne 29. září 2022 a byl oceněn kritiky. V dubnu 2024 byl film vydán jako VOD prostřednictvím Amazon Prime Video & iTunes. Práva pro Českou republiku a Slovensko koupilo kino Aero a distribuuje jej ve spolupráci se sesterskou firmou Aerofilms. Českou premiéru měl film na Festivalu otrlého diváka v březnu 2024 a následně byl každý týden exkluzivně uváděný v kině Aero a Biu Oko. Oficiální premiéra pro širokou distribuci byla stanovena na 9. května 2024.

## Příběh
Film se odehrává v 19. století. Úspěšnému obchodníkovi s jablečným džusem Jeanu Kayakovi zničí farmu bobr, který sežere jeden z nosných trámů obřího sudu, který se skutálí do jeho krbu a exploduje. Jean se probouzí v zimě a opakovaně se mu nedaří ulovit potravu. Najde skupinu bobrů, kteří sbírají klády na stavbu, a na dvojici zaútočí, ale je jimi snadno poražen. Chytá ryby tak, že si nechává krvácet prsty a používá je jako návnady, a když je prodává místnímu obchodníkovi, všimne si, že lovec kožešin má obrovský zisk.
Jean si za ryby koupí nůž a rozřeže si košili na provaz. Když zjistí, že králíci používají systém tunelů, nastraží provazem východ a naláká je do něj, ale mývalové mu úlovky sežerou dřív, než se k nim dostane. Rozřízne si kalhoty, aby mohl králíky zvednout do vzduchu a dostat se mimo jejich dosah. Jean chytí mývala a narazí na indiána, který mu vymění sněžnice za nůž, a kupcova dcera mývala stáhne z kůže a vyrobí z ní pro Jeana oblečení.
Jean si zlomí nohu, když spadne do jámy, kterou udělal traper, který ho však zachrání a vezme si ho jako svého chráněnce. Vlci začnou zabíjet traperovy psy, a když smečka zaútočí v plném počtu, traper před smrtí předá Jeanovi svou traperskou příručku. Jean ji vymaže a začne si psát novou příručku a když začne ovládat oblast, nachází kreativní způsoby, jak chytat zvířata v oblasti, prodává je obchodníkovi za lepší vybavení. Mezi ním a kupcovou dcerou vznikne vzájemná přitažlivost, ale kupec za její ruku požaduje stovky bobrů. Mezitím dvojice bobrů, kteří připomínají Sherlocka Holmese a doktora Watsona začne vyšetřovat Jeanovy pasti.
Když detektivové podají zprávu bobrům, kteří vybudovali mohutnou přehradu, pošlou na Jeana bobří armádu. Ten je vyláká do vlčí jeskyně a vchod do ní utěsní rampouchy, čímž umožní vlkům, aby je povraždili. Těla přinese zpět do kupecké chaty, jenže ta je jen kartonovým výřezem vyrobeným detektivy, kteří mrtvé bobry zároveň odnesou k pohřbení.
Jean se vplíží do přehrady, ale nakonec je chycen a postaven před soud za zabití bobrů. Je shledán vinným a je odsouzen ke stažení z kůže a výrobě kabátu z něj. Jean jen o vlásek unikne poutům a zmlátí skupinu, která se ho snaží zabít. Při pokusu o útěk si všimne, že bobři staví z jednoho sudu raketovou loď. Omylem do ní strčí bobra, což způsobí její poruchu a vystřelení špatným směrem, protržení hráze, čímž vznikne Zelená zátoka v Michiganském jezeře.
Jean sroluje svazek bobřích těl do sněhové koule, na které se veze, zatímco bobři lezou jeden na druhého a vytvářejí obří postavu a pronásledují ho. Domorodec se zachytí na raketě s drapákem a vystřelí ji na bobry, čímž postavu zničí. Sněhová koule se zastaví u kupcovy chaty a Jean se smí oženit s jeho dcerou.

## Obsazení
- Ryland Brickson Cole Tews – Jean Kayak, výrobce applejacku a později lovec bobrů, zamilovaný do kupcovy dcery
- Olivia Graves – kupcova dcera, která stahuje přinesená zvířata z kůže, a Jeanova láska
- Wes Tank – Traper, který vezme Jeana pod svá křídla, avšak je zabit vlky
- Doug Mancheski – obchodník, který s Jeanem vyměňuje kůže za věci. Nabídne mu svou dceru za ženu, pokud mu přinese stovky bobrů
- Luis Rico – indiánský traper, který občas obchoduje s Jeanem

## Přijetí
Na webu Rotten Tomatoes, který shromažďuje recenze, je 95 % z 63 recenzí kritiků pozitivních s průměrným hodnocením 8,3/10. Na serveru Metacritic má film 80%.
Dennis Harvey z Variety film označil za „jakousi rozsáhlou poctu komediálním tradicím minulosti [...včetně] ságy Road Runner vs. Coyote, stejně jako němému knokautovému humoru, hraničářské parodii Kanibal: Muzikál, průkopníkům filmové fantazie Georgesi Meliesovi, Karlu Zemanovi atd. Na papíře by se těžko dalo očekávat, že zůstane vtipný po celých osm minut, natož po 108 minut. Ale téhle geniálně podomácku vyrobené věci nikdy nedojde dech“. Nick Schager z The Daily Beast prohlásil, že film je „zázrakem groteskové invence, který z hlediska čisté nespoutané kreativity zahanbí většinu komedií z velkého plátna“ a „přeplácanou hranou poctou zlatému věku animace, která překypuje nápaditostí a osobitostí.“
Mojmír Sedláček z webu Kinobox označil film za jednu z nejzábavnějších komedií za poslední roky a za komediální hit, který je „navzdory černobílé kameře jedním z nejbarevnějších, nejnápaditějších a nejkreativnějších počinů za hodně dlouhou dobu.“ Web Moviezone reagoval podobně a autor tvrdí, že z filmu se vizuálně „stává nečekaně epická podívaná a závěrečná půlhodina je bez nadsázky audiovizuálně nařvaná jako máloco.“ Filmový kritik František Fuka dal filmu 60%, přičemž za největší neduh filmu uvedl zbytečné protahování druhé poloviny filmu.